# Etioplasto
Etioplasto é um cloroplasto que não foi exposto à luz. Ele é geralmente encontrados em plantas com flores (angiospermas) cultivadas no escuro. Se uma planta for mantida fora da luz por vários dias, seus cloroplastos normais se converterão em etioplastos. Os etioplastos carecem de pigmento ativo e podem ser tecnicamente considerados leucoplastos. Altas concentrações de etioplastos farão com que as folhas pareçam amarelas em vez de verdes. 
Essas organelas vegetais contêm corpos prolamelares, que são agregações de membrana de redes semicristalinas de túbulos ramificados que carregam o pigmento precursor da clorofila. Os corpos prolamelares são frequentemente (e sempre presume-se) dispostos em padrões geométricos.
Eles são convertidos em cloroplastos por meio da estimulação da síntese de  clorofila pelo hormônio vegetal citocinina, logo após a exposição à luz. Os tilacóides e os grana surgem dos corpos prolamelares durante esse processo.
É convertido em cloroplasto através da estimulação da síntese de clorofila pela hormona citocinina.